# Nazareno (kommun)
Nazareno är en kommun i Brasilien.   Den ligger i delstaten Minas Gerais, i den sydöstra delen av landet, 700 km sydost om huvudstaden Brasília. Antalet invånare är 7 953. Arean är 324 kvadratkilometer.
Terrängen i Nazareno är platt.
Omgivningarna runt Nazareno är huvudsakligen savann. Runt Nazareno är det ganska glesbefolkat, med 22 invånare per kvadratkilometer.